# سياسة كوريا الجنوبية

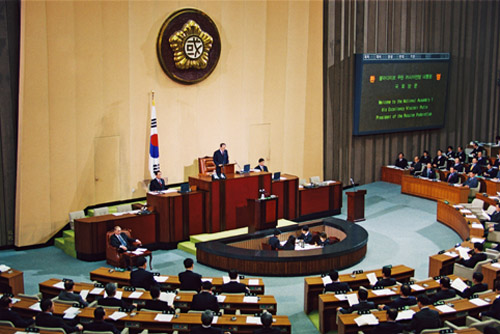
البرلمان الكوري جنوبي وهم في حاله نقاش

تتم سياسة كوريا الجنوبية في إطار جمهورية ديمقراطية تمثيلية رئاسية، حيث يكون الرئيس هو رأس الدولة، وتتبع البلاد نظامًا متعدد الأحزاب. لضمان فصل السلطات، تتكون حكومة جمهورية كوريا من ثلاثة فروع: التشريعية والتنفيذية والقضائية. تمارس الحكومة السلطة التنفيذية، بينما تُمنح السلطة التشريعية لكل من الحكومة والجمعية الوطنية. ويُعد القضاء مستقلًا عن السلطتين التنفيذية والتشريعية، ويتألف من محكمة عليا ومحاكم استئناف ومحكمة دستورية.
منذ عام 1948، خضع الدستور لخمس تعديلات رئيسية، كل منها يدل على جمهورية جديدة. بدأت الجمهورية السادسة الحالية مع آخر تعديل دستوري رئيسي دخل حيز التنفيذ في عام 1988. ومنذ تأسيس النظام وحتى «النضال الديمقراطي في يونيو»، كان النظام السياسي في كوريا الجنوبية تحت حكم عسكري استبدادي، حيث كانت الحريات مثل حرية التجمع والتعبير والصحافة والدين، إضافة إلى نشاط المجتمع المدني محدودة بشدة. ولم يكن هناك، خلال تلك الفترة، قادة منتخبون بحرية على المستوى الوطني، وكانت المعارضة السياسية مقموعة.
صنّفت وحدة استخبارات الإيكونوميست كوريا الجنوبية على أنها «ديمقراطية كاملة» في عام 2022. ووفقًا لمؤشر الديمقراطية V-Dem، احتلت كوريا الجنوبية في عام 2023 المرتبة الثالثة من حيث الديمقراطية الانتخابية في آسيا. غالبًا ما تُعتبر كوريا الجنوبية نموذجًا للديمقراطية بسبب الانتقال الديمقراطي السلمي نسبيًا ويتم توجيهه داخليًا.
ومع ذلك، غالبًا ما تُعتبر الفترة من منتصف العقد الأول إلى منتصف العقد الثاني من القرن الحادي والعشرين فترة تراجع ديمقراطي في كوريا الجنوبية. وقد جادل البعض أن كوريا الجنوبية وصلت إلى «سقف ديمقراطي»، حيث أصبحت التغييرات تميل إلى الركود الديمقراطي بدلًا من التراجع. تمثلت هذه التغييرات في زيادة تدخل الدولة، خصوصًا من خلال «هيئة الاتصالات الكورية» (KCC)، في التحكم بوسائل الإعلام، واستقلالية أقل في التحرير بين الصحفيين من مالكي وسائل الإعلام المحافظة. وبشكل عام، كانت حرية التعبير السياسي أقل مقارنةً بالديمقراطيات المماثلة. إضافة إلى ذلك، تمتلك كوريا الجنوبية قوانين صارمة حول الانتخابات وتمويل الحملات، حيث تحظر الحملات الانتخابية من باب إلى باب، مما دفع البعض إلى اعتبار هذه القوانين عائقًا أمام التعبير السياسي والانتخابات الحرة والنزيهة. وقد تم ربط هذه التغييرات بضعف هيكل الأحزاب السياسية في كوريا الجنوبية، الذي يركز بشكل كبير على القادة ويؤدي بالتالي إلى الاستبداد الرئاسي. إضافةً إلى ذلك، تعمق الانقسام الأيديولوجي بين اليمين واليسار في المجتمع السياسي الكوري. ومع ذلك، تُعتبر كوريا الجنوبية ذات مجتمع مدني قوي أو «سيمين ساهوي»، يتمثل في عدد كبير من المنظمات المدنية التي حالت دون مزيد من التراجع من خلال مظاهرات الشموع 2016-2017.
في ظل الإدارات الحديثة مثل الرئيس يون سوك يول، اتخذت كوريا الجنوبية موقفًا باعتبارها «دولة محورية عالمية»، يهدف إلى تعزيز دورها كقوة ديمقراطية في شرق آسيا. ورغم تحدياتها الديمقراطية، تولت كوريا الجنوبية دورًا نشطًا في دعم الديمقراطية على الساحة العالمية، مستضيفة «قمة من أجل الديمقراطية» لعام 2024، والتزمت بتعزيز التنسيق لدعم الديمقراطية وحماية حقوق الإنسان خلال قمة كامب ديفيد 2023 مع الولايات المتحدة واليابان، وتعزيز علاقتهم الثلاثية.

## الحكومة الوطنية

### الفرع التنفيذي
رئيس الدولة هو الرئيس، الذي يُنتخب عن طريق التصويت الشعبي المباشر لمدة خمس سنوات ولا يُعاد انتخابه. يتمتع الرئيس بسلطات تنفيذية واسعة، ويشغل أيضًا منصب القائد الأعلى للقوات المسلحة.
ويقوم الرئيس بتعيين رئيس الوزراء بعد موافقة الجمعية الوطنية، كما يعين ويرأس مجلس الدولة لرؤساء الوزراء بصفته رئيسًا للحكومة. في 12 مارس 2004، تم تعليق السلطة التنفيذية للرئيس آنذاك روه مو هيون عندما صوتت الجمعية على عزله، وتولى رئيس الوزراء غو كون منصب الرئيس بالنيابة. وفي 14 مايو 2004، ألغت المحكمة الدستورية قرار العزل الصادر عن الجمعية، وأعيد روه إلى منصبه.

### الطبيعة السياسية
تاريخ السياسة في كوريا الجنوبية دائمًا ما كان عرضة للانشقاقات والاندماجات مع الأحزاب الأخرى. ويعود ذلك جزئيًا إلى أن التركيز الأكبر يكون على «سياسة الأفراد» بدلًا من الحزب؛ وبالتالي، لا تكون الولاءات الحزبية قوية عندما تحدث خلافات. يوضح الرسم البياني أدناه مدى التقلب السياسي خلال السنوات العشر الماضية فقط. وقد تفاقمت هذه الانقسامات بعد فضيحة سياسية شهدتها كوريا الجنوبية في عام 2016.
وفي 10 مايو 2022، تولى يون سوك يول منصب رئيس كوريا الجنوبية خلفًا لمون جاي إن.

### السلطة التشريعية
يتألف المجلس الوطني من 300 عضو يتم انتخابهم لمدة أربع سنوات، حيث يتم انتخاب 253 عضوًا في دوائر انتخابية ذات مقعد واحد، و47 عضوًا عن طريق التمثيل النسبي. ويعد الحزب الديمقراطي الحاكم في كوريا هو أكبر حزب في الجمعية.

### السلطة القضائية
القضاء في كوريا الجنوبية مستقل عن السلطتين التنفيذية والتشريعية، ويتألف من محكمتين عليا مختلفتين. تتبع المحاكم العادية الدنيا للمحكمة العليا، ويتم تعيين قضاتها من قبل رئيس كوريا الجنوبية بموافقة المجلس الوطني. بالإضافة إلى ذلك، تشرف المحكمة الدستورية على المسائل الدستورية، وهي المحكمة الوحيدة التي يتم تعيين قضاتها من قبل رئيس كوريا الجنوبية بأجزاء متساوية من الترشيح من الرئيس والجمعية الوطنية ورئيس المحكمة العليا. لم تقبل كوريا الجنوبية الولاية القضائية الإلزامية لمحكمة العدل الدولية (آي سي جي).

## الأحزاب السياسية والانتخابات
تنتخب كوريا الجنوبية على المستوى الوطني رئيسًا للدولة – وهو الرئيس – وسلطة تشريعية. ويتم انتخاب الرئيس لمدة خمس سنوات عبر تصويت شعبي. ويتألف المجلس الوطني (غوكوي) من 300 عضو يتم انتخابهم لمدة أربع سنوات، حيث يتم انتخاب 253 عضوًا في دوائر انتخابية ذات مقعد واحد و47 عضوًا من خلال التمثيل النسبي.
الحزبان الرئيسيان في كوريا الجنوبية هما الحزب الديمقراطي الكوري الليبرالي (الذي يعرف أيضًا باسم «حزب معًا الديمقراطي»، دي بّي كي) وحزب قوة الشعب المحافظ (بّي بّي بّي)، الذي كان يُعرف سابقًا باسم حزب المستقبل المتحد (يو إف بّي).  ويعتبر التيار الليبرالي والتيار المحافظ القوى المهيمنة على سياسة كوريا الجنوبية حاليًا.